# Atticora
Genre
Le genre Atticora comprend trois espèces d'hirondelles vivant en Amérique du Sud.

## Taxonomie

### Auteur du taxon
L'auteur du genre Atticora a longtemps été considéré être Boie, 1844, mais Gregory & Dickinson (2012) confirment les travaux de Kashin (1978 à 1982) qui avait démontré que le véritable inventeur du nom était John Gould en 1842.

### Liste d'espèces
D'après la classification de référence du Congrès ornithologique international (ordre phylogénique) :
- Atticora fasciata (J. F. Gmelin, 1789) — Hirondelle à ceinture blanche
- Atticora pileata (Gould, 1858) — Hirondelle à tête noire
- Atticora tibialis (Cassin, 1853) — Hirondelle à cuisses blanches